# Kama (Waffe)
Die oder das Kama (jap. 鎌, dt. „Sichel“) ist ein sichelartiges Werkzeug, das vielseitig in der Land- und Gartenwirtschaft zum Mähen, Ausputzen und Ernten (z. B. von Reis) verwendet wurde und wird. In einer schweren, robusten Version war das Kama eine Waffe, die typischerweise nicht von Samurai eingesetzt wurde.
In einer Sekundärverwendung werden Kama heute den Kobudo-Waffen zugeordnet und auch im Koryu verwendet.

## Beschreibung
Wie andere Kobudo-Waffen ist auch Kama ein zweckentfremdetes landwirtschaftliches Gerät (Bauernwaffe). Kama ist ursprünglich eine Sichel mit nur leicht gekrümmter Klinge, die auf den Ryūkyū-Inseln und Asien unter anderem zum Ernten von Reis verwendet wird. Als Waffe wird Kama zumeist paarweise verwendet. Es gibt sie in verschiedenen Größen. Eine besonders große Variante gibt es im Asayama Ichiden-ryū, in dem sie einzeln oder paarweise geführt wird. Mit einer besonders kleinen Ausführung, den sogenannten  Jingama (陣鎌), auch Feldlagersichel, waren manche Ashigaru bewaffnet. Die Kunst im Umgang mit dem Jingama wird noch im Yagyū Shingan-ryū gelehrt.
Es existieren mehrere Kama-Varianten, an denen eine Kette (am Ende mit einem Metallgewicht beschwert), befestigt ist. Diese Varianten werden Kusarigama genannt. Des Weiteren existiert eine Variante, bei welcher Kama auf einem Rokushaku-Bō (Stabwaffe mit einer Länge von ca. 160 cm) befestigt ist, diese Variante wird Rokushakugama genannt.
Wenngleich die Klingen nicht immer geeignet waren, um einen gepanzerten Angreifer schwer zu verletzen, so hatten sie es doch ermöglicht, am Arm oder Kopf des Gegners einzuhaken.
Auch in anderen asiatischen Kampfkünsten finden dem Kama ähnliche Waffen Verwendung, und im Mittelalter und der Neuzeit wurden auch in Europa sichelähnliche Waffen (z. B. Kriegshämmer) eingesetzt.
Bei Übungswaffen bestehen die Klingen aus Holz oder Aluminium.

## Kama Kata
Folgende Kama Kata sind in den Kobudo-Schulen bekannt:
- Hamahiga no kama (Butokukai International)
- Kanegawa no kama (Ryukyu Kobudo Hozon Shinko Kai, Ryukyu Kobudo Tesshinkan)
- Kanegawa no kama sho (Ryukyu Kobujutsu Hozon Shinko Kai)
- Kanegawa no kama dai (Ryukyu Kobujutsu Hozon Shinko Kai)
- Sagami (ki) no kama
- Tozan oder Toyama no kama (Ryukyu Kobudo Hozon Shinko Kai, Ryukyu Kobujutsu Hozon Shinko Kai)
- Kama no Te/Ti oder Matayoshi no Kama
- Kama no Ho oder Ryuei no Kama (Ryuei Ryu)
- Kishaba no Kama ichi (Yamanni-Ryu)
- Kishabe no Kama ni (Yamanni-Ryu)
- Odo no Kama ich (Ryukyu Kenpo)
- Odo no Kama ni (Ryukyu Kenpo)
- Renshuho Shodan (Gendai Goshin Kobujutsu)
- Renshuho Nidan (Gendai Goshin Kobujutsu)
- Renshuho Sandan (Gendai Goshin Kobujutsu)